# SuperTux
SuperTux je klasická 2D plošinovka inspirovaná sérií Super Mario společnosti Nintendo. Původně byla vytvořena Billem Kendrickem a nyní je udržována skupinou SuperTux Development Team.
Na rozdíl od Maria je hlavním hrdinou maskot Linuxu – tučňák Tux. Mnoho herní grafiky vytvořil Ingo Ruhnke, tvůrce hry Pingus.
SuperTux běží na Linuxu, Windows a Mac OS X. Na systému Android existuje na Google Play verze této hry, která sice není vydána originálními tvůrci, ale kromě dotykových kláves v ní není žádná změna. Jsou k dispozici porty pro další platformy (např. FreeBSD, BeOS). Hra byla také portována pro PlayStation Portable a Pocket PC.
SuperTux je vytvářen po licencí GNU General Public License.
V Milestone 2 je protivníků, tzv. "zlejšků", mnohem více.

## Galerie

Protivníci z Milestone 1
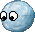
Bouncing Snowball
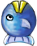
Fish
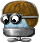
Flying Snowball
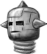
Jumpy
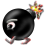
Mr. Bomb
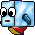
Mr. Ice Block
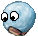
Snowball
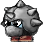
Spiky